# Louis Thollon
Louis Thollon (2 mai 1829 à Ambronay - 8 avril 1887 à Nice) était un astronome français, spécialiste en spectroscopie.

## Biographie
Il était un spécialiste en spectroscopie à haute résolution qui travailla à Paris dans les laboratoires de physique de la Sorbonne, de l'École Normale et du Collège de France, et à partir de 1879 dans les observatoires de San Remo en Italie et de Nice. Thollon reçut le prix Lalande décerné par l'Académie des sciences en 1885 pour sa grande carte du spectre solaire, publiée après sa mort en 1890.
Inspiré par les atlas de spectres imprimés en grand format par lithographie d'Anders Ångström et d'Alfred Cornu, Thollon décida de dessiner, avec la meilleure précision possible, la "physionomie" de chaque groupe de raies du spectre de Fraunhofer. Pour son programme, un accroissement maximal du pouvoir de résolution de son spectroscope était crucial. À la fin des années 1870, il travailla sur le perfectionnement de son spectroscope à observation directe au moyen d'un arrangement complexe de prismes pour minimiser l'angle total de déviation tout en maximisant la résolution.
En 1882, il accompagna A. Puiseux au cours d'une expédition en Égypte pour observer l'éclipse solaire du 17 mai. La même année, il voyagea à Ávila en Espagne pour observer le transit de Vénus du 6 décembre, mais la météo ne fut pas au rendez-vous. Lors de l'opposition de Mars de 1886, il aida le directeur de l'observatoire, Henri Perrotin, à observer la planète avec une lunette de 38 cm. Les deux hommes déclarèrent avoir observé des canali sur la surface de la planète, confirmant apparemment la découverte de ces particularités en 1877 par l'astronome italien Giovanni Schiaparelli.